# St. Mariä Himmelfahrt (Düsseldorf-Lohausen)

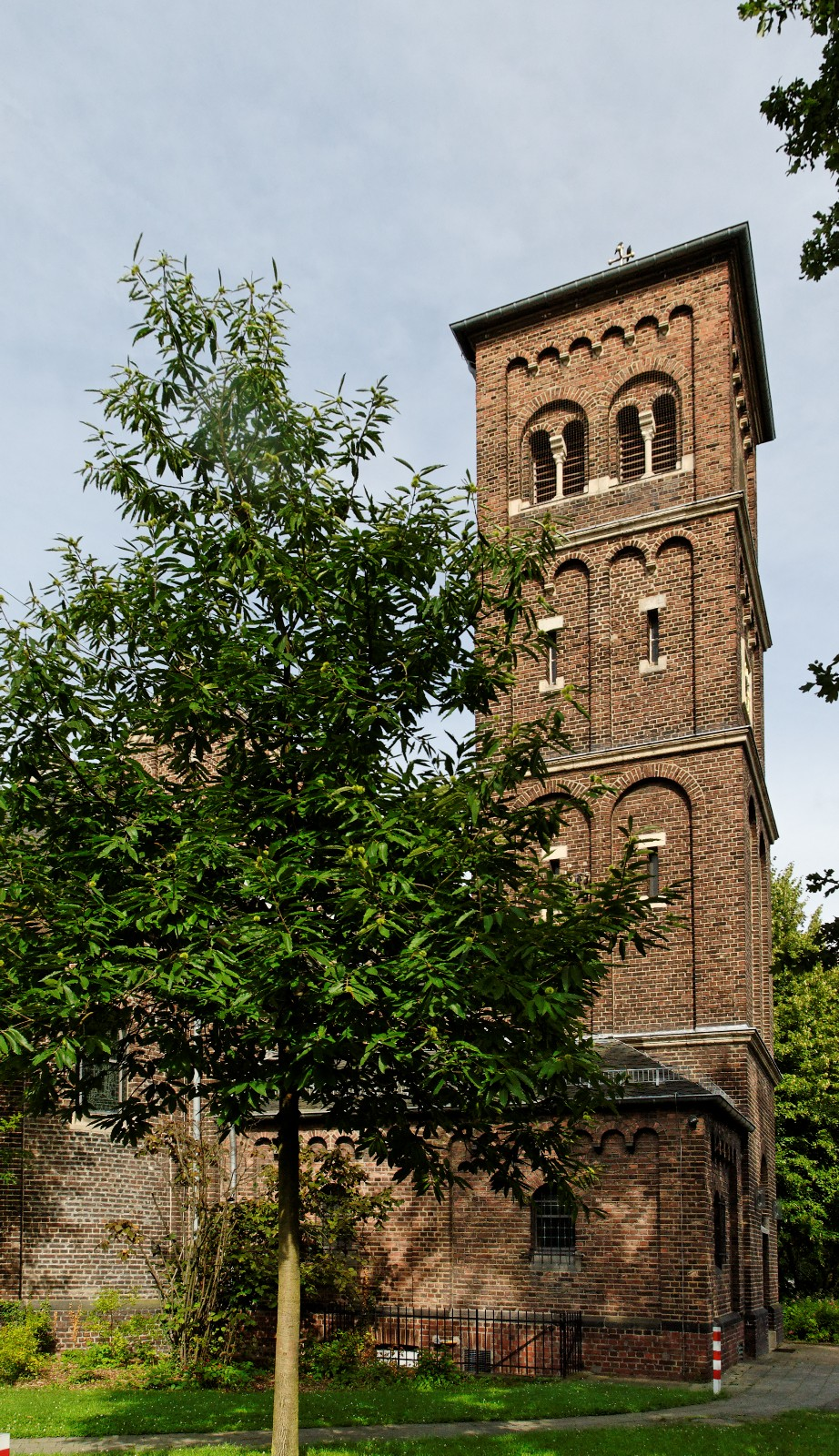
Maria-Himmelfahrt-Kirche

Die katholische Kirche St. Mariä Himmelfahrt in Düsseldorf-Lohausen ist eine Ziegelsteinkirche im romanischen Stil.
St. Mariä Himmelfahrt wurde 1899 als Dorfkirche für Lohausen gebaut. Sie gehörte zunächst zur Pfarrei Kalkum und wurde 1909 zur selbständigen Pfarrkirche. Seit 1999 gehört St. Mariä Himmelfahrt zur Kirchengemeinde Heilige Familie.
Eine umfangreiche Sanierung fand 1994 bis 1997, unter den Architekten Hubert Brauns und Gisbert Dahmen-Wassenberg, statt.
Die Kirche ist stilistisch als romanische Basilika ausgeführt, jedoch steht der Turm seitlich von der Kirche.
Auch die Verwendung roter Ziegelsteine ist für diesen Baustil eher ungewöhnlich.
Eine weitere Besonderheit ist das Warnlicht für den nahe gelegenen Flughafen Düsseldorf auf der Spitze des Turmkreuzes.